# Hebbur, Tumkur
Hebbur là một làng thuộc tehsil Tumkur, huyện Tumkur, bang Karnataka, Ấn Độ.